# Ha Seok-ju
Ha Seok-ju (* 20. Februar 1968 in Hamyang) ist ein ehemaliger südkoreanischer Fußballspieler und heutiger -trainer.

## Karriere

### Spieler

#### Klub
Nach seiner Zeit in der Mannschaft der Ajou University wechselte Ha Anfang 1998 zu den Daewoo Royals, bei denen er insgesamt sieben Jahre lang aktiv war. Danach zog es ihn nach Japan, wo er ab 1998 bei Cerezo Osaka spielte. Nach einer Saison hier schloss er sich dann Vissel Kōbe an, wo er nochmal zwei Jahre auflief. Anschließend kehrte er noch einmal in sein Heimatland zurück, wo er dann für die Pohang Steelers spielte. Nach weiteren drei Jahren beendete er hier dann auch nach der Saison 2003 seine Karriere.

#### Nationalmannschaft
Sein erstes bekanntes Spiel für die südkoreanische Nationalmannschaft war am 9. Juni 1991 bei einem 3:0-Freundschaftsspielsieg gegen Indonesien. Nach weiteren Freundschaftsspielen in den nächsten Jahren bekam er dann auch ab 1993 Einsätze bei der Qualifikation zur Weltmeisterschaft 1994. Nach der erfolgreichen Qualifikation stand er dann auch im Kader bei der Endrunde und kam hier in zwei Gruppenspielen zu Einsatzzeit. Noch im selben Jahr nahm er an den Asienspielen 1994 teil, bei denen er mit seiner Mannschaft den vierten Platz erreichte und auch zu einigen Einsätzen kam.
Nach einem nächsten Jahr mit eher wenigen Einsätzen stand im darauffolgenden Jahr die Asienmeisterschaft 1996 an, bei der seine Mannschaft aber das Viertelfinale nicht überstand; bis dahin kam er in allen Spielen des Turniers zum Einsatz. Danach wiederum ging es weiter mit der Qualifikation für die Weltmeisterschaft 1998. Bei der Weltmeisterschaft 1998 selbst kam er auch wieder zu zwei Einsätzen in der Gruppenphase. Nach diesem Turnier wurden seine Einsätze aber auch stetig weniger, bei der Asienmeisterschaft 2000 lief er dann das letzte Mal bei einem großen Turnier auf. Sein letztes Spiel war am Ende die 0:5-Niederlage gegen Frankreich beim Konföderationen-Pokal 2001 am 30. Mai 2001.

### Trainer
Bereits im letzten Jahr seiner Spielerkarriere fungierte er als spielender Co-Trainer bei den Pohang Steelers. Danach wechselte er zur Saison 2005 ebenfalls als Co-Trainer unter Park Hang-seo in den Stab des Gyeongnam FC. Nach der Saison 2007 wechselte er dann mit seinem Trainer zu den Jeonnam Dragons, wo er noch einmal bis zum Ende der Saison 2010 wirkte.
Ab der Saison 2011 bis Mitte August 2012 wirkte er erstmals als Cheftrainer bei der Mannschaft der Ajou University. Danach führte er dieses Amt zurück bei den Jeonnam Dragons auch noch aus. Seit Ende November 2014 ist er wieder bei der Ajou University Trainer.